# Prima Scriptura
Prima Scriptura (укр. Першість писання) — протестантська доктрина в теології, яка підтверджує, що Святе Письмо є «першим» або «вище всіх» інших джерел божественного одкровення. Побічно ця думка підтверджує, що, крім канонічного Письма, є й інші джерела того, у що віруючий повинен вірити і як він повинен жити, як, наприклад, створення порядку, традицій, харизматичні дари, містичне осяяння, відвідування ангелів, совість, здоровий глузд, думки фахівців, дух часу або щось ще. Prima Scriptura передбачає, що способи пізнання або осягнення Бога і Його волі, можливі і не за допомогою канонічної Біблії, і можливо, корисні пояснення на Біблійні місця, але вони мають перевірятись каноном і коригуватись ним, якщо вони, суперечать Біблії.

## Різниця зsola scriptura
Prima Scriptura іноді протиставляється Sola Scriptura, що буквально перекладається «тільки Писання». Останнім вчення в розумінні багатьох протестантів, особливо євангельських християн — це те, що Писання є єдиним непогрішним правилом віри і практики, але сенс Писання може бути опосередкований через багато видів вторинної влади, таких як звичайні навчальні кабінети Церкви, античність, Собори християнської церкви, розум і досвід.
Однак, Sola Scriptura відкидає будь-який оригінальний непогрішний авторитет, крім Біблії. З цієї точки зору, всі вторинні джерела влади виходять від влади Писання і, отже, підлягають реформ, при порівнянні з вченням Біблії. Церковні собори, проповідники, біблійні коментатори, особисте одкровення, або навіть повідомлення, нібито від ангела або апостола, не є такими авторитетними як Біблія в підході Sola Scriptura.